# Economia de Bogotà
L'economia de Bogotà va suposar en 2009 un PIB de 62.446 milions de dòlars, que equivalen a 8.332 dòlars per cápita.

## Indústria
Bogotà és un dels majors centres industrials del país. Per la seva ubicació geogràfica, la ciutat és un punt estratègic en termes logístics, ja que el transport de tota mena de mercaderia cap a altres llocs del país és relativament ràpid. D'igual manera es facilita el proveïment de matèries primeres per al sector industrial a la ciutat, per la seva proximitat a regions agrícoles de gran importància com els plans orientals. Un 22,7% de la producció industrial del país en el 2004 es va manufacturar a Bogotà.
Primordialment es destaquen els sectors industrials d'aliments, begudes química, farmacèutica, tèxtil, editorial i mecànica.

## Comerç
La ciutat de Bogotà compta amb diverses zones comercials on es poden trobar productes nacionals i importats.
Les zones comercials més destacades són:

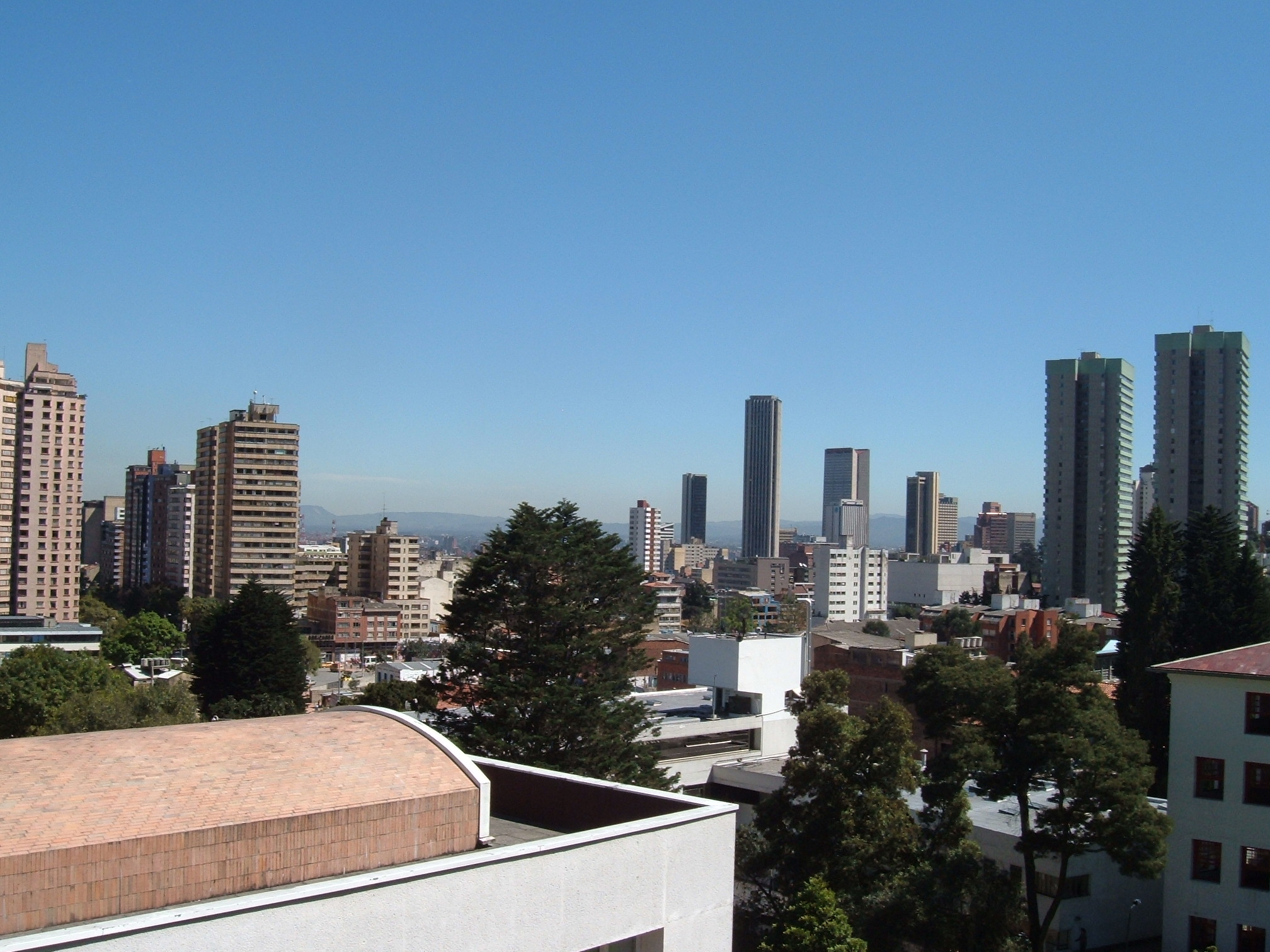
Centre Internacional de Bogotà

- Centre, inclou el Centre Històric, el Centre Internacional de Bogotà i la Carrera 7, entre el Carrer 12 i l'Avinguda 19. La seva oferta comprèn principalment magatzems de roba, joieries, botigues de música, llibreries i cigarrers. Entre els Carrers 11 i 14 amb els Carrers Setè i Sisè abunden les joieries, la venda de maragdes, llibreries especialitzades i tradicionals tallers que venen articles religiosos. Al Carrer 19 entre els Carrers Quart i Setè, es poden trobar magatzems de roba i joieries, a més de bancs, cases de canvis, hotels, restaurants i agències de viatges.

- Chapinero, el comerç s'estén bàsicament sobre l'eix de la Carrera 13. Té magatzems de roba, articles de cuir i calçat, teles, ornaments, llibreries, papereries i botigues de discs i alguns centres comercials.

- Carrer 68, aquesta zona comercial s'estén al llarg d'aquesta via, des de la Carrera 24 fins al Carrer 86. El sector més popular és l'ubicat entre els barris Las Ferias i Estrada, on es troba tota mena de magatzems de roba, calçat i electrodomèstics.

- Nord, posseeix els establiments de comerç, centres comercials, hipermercats i magatzems per departaments de major categoria. Sobre els Carrers 11 i 15 s'ubiquen gran quantitat de boutiques, joieries i cases de canvi.

A la Zona Rosa, al voltant del Carrer 82, es troben galeries d'art, magatzems i botigues que venen articles per a regal i ús personal. "El Carrer del Sol", Carrer 14 entre Carrers 82 i 84, agrupa excel·lents boutiques, dissenyadors i cases d'alta costura. Als Carrers 79 B i 80 entre Carrer Setè i Avinguda Novena es troba gran quantitat d'antiquaris.
A Usaquén hi ha magatzems que ofereixen teixits de llana, antiguitats i curiositats. Diversos carrers i avingudes del nord tenen una especial oferta comercial, com l'Avinguda 19 i els Carrers 109, 116 i 122.
Diumenge funcionen diversos Mercats de les Puces: a Usaquén, a l'Hotel La Fontana, a l'Avinguda Novena amb Carrer 114 i en el Centre 93.
A més de tot això, diverses multinacionals i empreses d'hipermercats i supermercats tenen punts de venda al llarg i ample de la ciutat, sent els majors exemples Carrefour (nou hipermercats), Magatzems Èxit (set hipermercats), Homecenter, Makro, Alkosto, Cafam. SAO, Casa Estrella, Carulla Vivero i Olímpica, entre d'altres.
La ciutat és pionera en la construcció de centres comercials, llocs on es troba tot en una ciutadella comercial. Els exemples més destacats són:
- Nord: Unicentro, Palatino, Cedritos 151, Atlantis Plaza, Andí, El Retiro, Santa Ana, Granahorrar, Hisenda Santa Bàrbara, BIMA i el Centre Comercial Santafé.
- Occident: Portal de la 80, Cafam Floresta Mundo Comercial, Metròpolis, Àlbers Diverplaza, Gran Estació, Salitre Plaza, Galeries, Unicentro de Occidente.
- Nord-occident: Bulevard Niça, Portoalegre, Passeig San Rafael, Iserra 100, Centre Suba, Subatzar, Plaça Imperial.
- Sud: Plaça de Las Américas, Ciutat Tunal, Tintal Plaza
- Àrea Metropolitana: Centre Chía, Plaça Major i Sabana Nord (Chía), Uniabastos (Cota) i Metrosur i Unisur en Soacha.